# Mitutoyo
Mitutoyo Corporation (株式会社ミツトヨ Kabushiki Kaisha Mitutoyo?) este o corporație japoneză multinațională specializată în instrumente și tehnologii metrologice, având sediul la Takatsu-ku, Kawasaki, Prefectura Kanagawa.

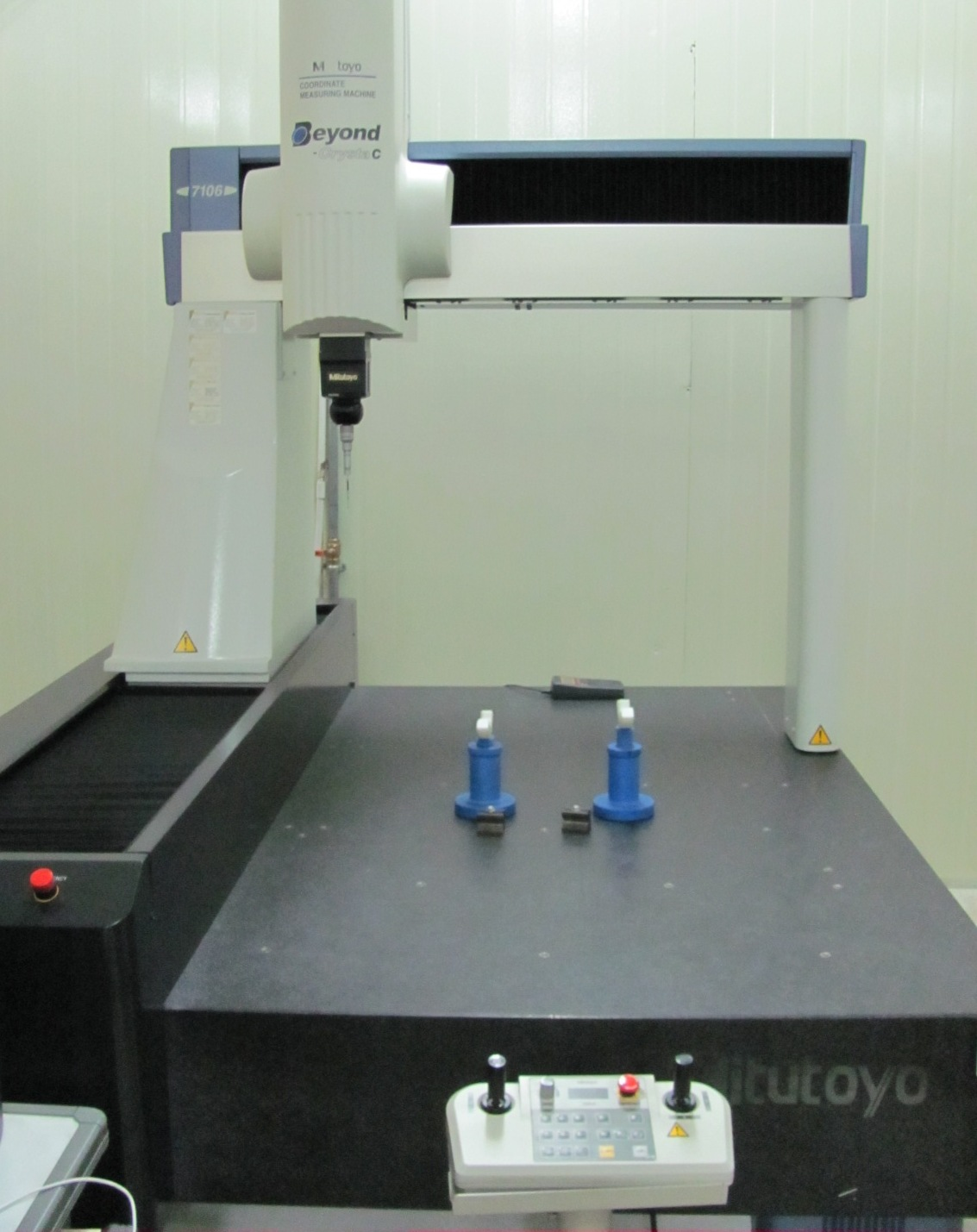
CMM Mitutoyo

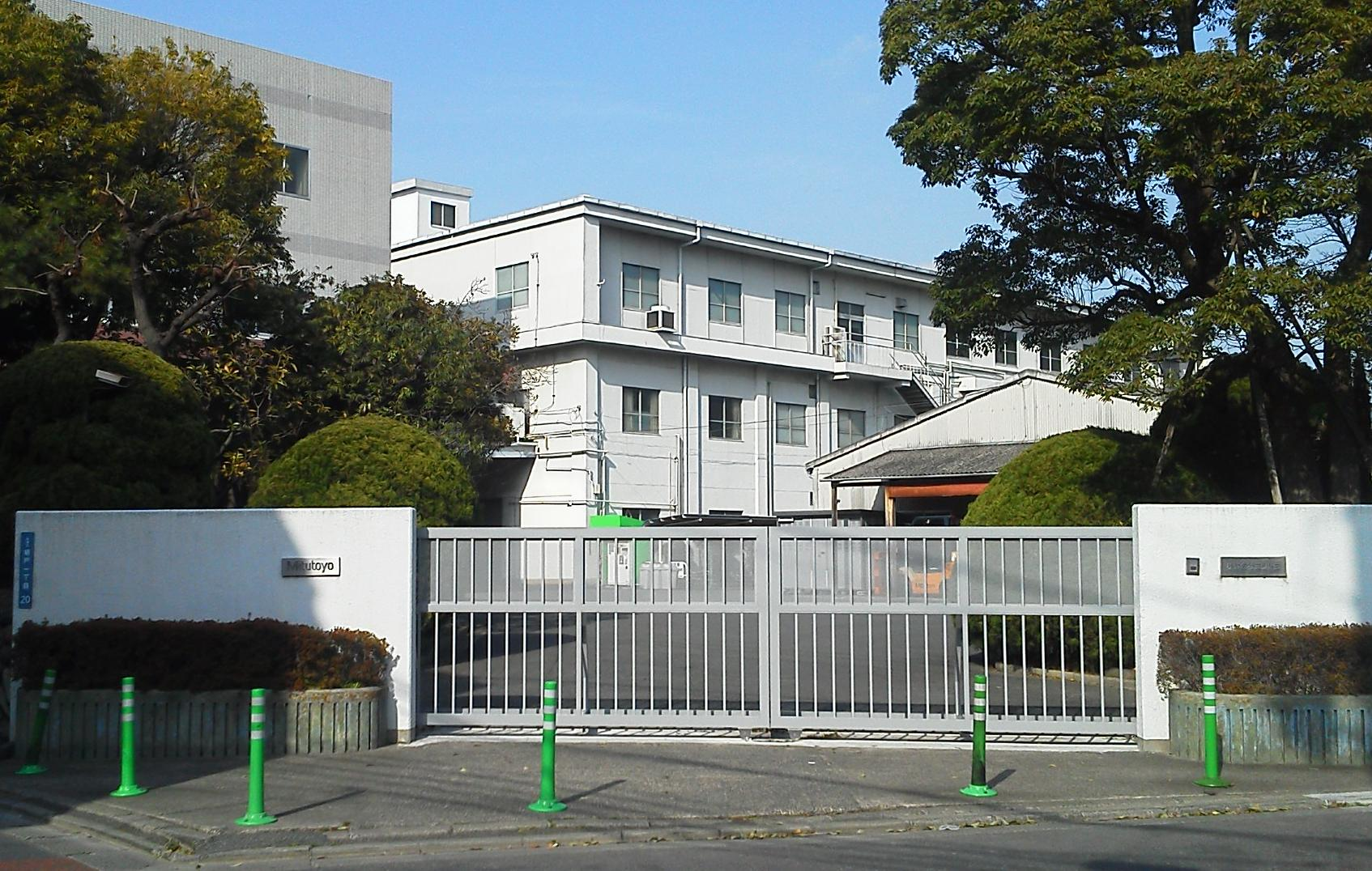
Sediul corporativ și fabrica Mizonokuchi

Mitutoyo a fost înființată la 22 octombrie 1934 de către Yehan Numata (沼田 恵範 Numata Ehan) cu un singur produs, micrometrul. Filozofia Mitutoyo în acel moment era de a fabrica micrometre de înaltă calitate la prețuri accesibile și disponibile pentru toți cei implicați în industria prelucrătoare. Această filozofie a fost extinsă în următoarele câteva decenii pentru a include o gamă mai mare de produse de măsurare nedestructivă a dimensiunilor mecanice, cum ar fi șublere, indicatori de precizie precum și alte instrumente de măsurare.
Pe măsură ce tehnologia electronică a devenit mai răspândită în anii 1970, Mitutoyo a aplicat electronica la linia sa de instrumente de controlare nedestructivă, producând instrumente electronice sau digitale de măsurare. În acest timp a început să ofere și instrumente mai mari, mai complexe și mai sensibile de măsurare, inclusiv comparatoare optice (de exemplu shadowgraph), echipamente de măsurare a formei și  mașini de măsurare tridimensionale (engleză: Coordinate-measuring machine - CMM). După ce a fost introdus controlul statistic al procesului (SPC), Mitutoyo a fost pe primul loc în lume în dezvoltarea instrumentelor de măsură cu afișaj, a interfețelor, colectoarelor de date și a software-ului de analiză.

## Legături externe
- Mitutoyo
- Mitutoyo America